# Фабричное (Луганская область)
Фабричное (встречается вариант Фабричный) — посёлок в Лутугинском районе Луганской области Украины. Под контролем самопровозглашённой Луганской Народной Республики. Административный центр и единственный населённый пункт Фабричненского сельского совета.

## География
С северо-востока к посёлку примыкает территория города Луганска. Также соседствуют: село Роскошное на западе, посёлок Георгиевка и город Лутугино на юго-западе, сёла Глафировка на юге, Терновое, Переможное, аэропорт Луганска на юго-востоке, село Комиссаровка и посёлки Новосветловка на востоке, Хрящеватое на северо-востоке.

## Население
Население — 1238 чел. (на 1 декабря 2008 года)

## Общие сведения
Центром является квартал Гагарина. Имеются улицы: Фабричная, Степная, Новостройная, Киевская, Шевченко, Есенина, Ленина, Солнечная, Мира, Молодежная.

## Промышленность
На территории поселка находится один из крупнейших сельхозпроизводителей Лутугинского района — СООО «Авис».